# Episcopia Sloboziei și Călărașilor

Catedrala Inaltarea Domnului din Slobozia

Episcopia Sloboziei și Călărașilor este o eparhie a Bisericii Ortodoxe Române. Are sediul în Slobozia, jurisdicție peste județele Ialomița și Călărași, și este condusă de episcopul Vincențiu Grifoni.

## Istoric

### Înființarea Episcopiei Sloboziei și Călărașilor
În ședința din 22 iunie 1993 Consiliul Eparhial al Arhiepiscopiei Bucureștilor a luat în discuție cererea preoților și credincioșilor din cadrul protoieriilor județelor Ialomița și Călărași, privind înființarea unei episcopii și numirea aici a unui ierarh.
Sfântul Sinod, în ședința sa de lucru din 6-8 iulie 1993, luând în examinare adresa Arhiepiscopiei Bucureștilor nr. 2743/1993, privind propunerea Consiliului Eparhial al acesteia, de înființare a unei eparhii în Câmpia Bărăganului, a hotărât, în urma analizei făcute de Comisia canonică, juridică și pentru disciplină, înființarea unei noi episcopii pentru județele Ialomița și Călărași, cu denumirea Episcopia Sloboziei și Călărașilor, încadrată în jurisdicția canonică a Mitropoliei Munteniei și Dobrogei, urmând ca reședința să fie stabilită după cunoașterea exactă a situației pe plan local.
Hotărârea Sfântului Sinod privind înființarea unei episcopii cuprinzând județele Ialomița și Călărași, ca sufragană a Mitropoliei Munteniei și Dobrogei, a fost comunicată Arhiepiscopiei Bucureștilor cu adresa Cancelariei Sfântului Sinod nr. 4176/1993. Totodată, hotărârea sinodală a fost adusă și la cunoștința preoților și credincioșilor printr-un comunicat al Biroului de Presă al Patriarhiei Române, publicat în Vestitorul Ortodoxiei (anul V, nr. 98-99 din iulie 1993), periodic al Patriarhiei Române, care a fost reprodus și de ziarele centrale și a fost citit și la posturile naționale de radio și televiziune.
Vestea înființării pentru prima oară a unui centru eparhial în Bărăgan a fost primită cu bucurie de clerul și credincioșii din județele Ialomița și Călărași, care erau contemporani unui eveniment istoric, acela de a fi martorii așezării unui scaun vlădicesc pentru prima dată în aceste locuri.
Adunarea Eparhială a Arhiepiscopiei Bucureștilor s-a întrunit în ședință extraordinară în ziua de 2 septembrie 1993 și a luat în discuție adresa Cancelariei Sfântului Sinod nr. 4176/1993, privind înființarea Episcopiei Sloboziei și Călărașilor, aprobată de Sfântul Sinod la propunerea Consiliului Eparhial. În urma dezbaterilor și pe temeiul articolului 94 (litera m), din Statutul pentru organizarea și funcționarea Bisericii Ortodoxe Române, Adunarea Eparhială a Arhiepiscopiei Bucureștilor, procedând în spiritul hotărârii sinodale, a confirmat înființarea Episcopiei Sloboziei și Călărașilor și i-a stabilit reședința în municipiul Slobozia, unde fuseseră asigurate între timp condiții corespunzătoare pentru reședința episcopală.
În continuare, potrivit procedurilor statutare, hotărârea Sfântului Sinod de înființare a Episcopiei Sloboziei și Călărașilor, confirmată de Adunarea Eparhială a Arhiepiscopiei Bucureștilor și adusă la cunoștința Cancelariei Sfântului Sinod, cu adresa acestei eparhii nr. 5996 din 22 septembrie 1993, a fost supusă Adunării Naționale Bisericești, convocată în ședință extraordinară la 5 octombrie 1993.
Luând în considerare că hotărârea sinodală a fost confirmată de Adunarea Eparhială a Arhiepiscopiei Bucureștilor, în ședința sa din 2 septembrie 1993, care a stabilit și întinderea teritorială a noii episcopii, precum și reședința episcopului, și pe temeiul prevederilor articolului 7, alin. 2, și articolului 20 (litera e) din Statutul pentru organizarea și funcționarea Bisericii Ortodoxe Române și articolului 59, (litera e) din Regulamentul organelor centrale din Patriarhia Română, Adunarea Națională Bisericească a aprobat înființarea Episcopiei Sloboziei și Călărașilor, cu reședința la Slobozia, ca sufragană a Mitropoliei Munteniei și Dobrogei, având jurisdicție asupra județelor Ialomița și Călărași.                      

### Episcopi
- 1994-1999: Nifon Mihăiță
- 2000-2009: Damaschin Coravu
- din 2009: Vincențiu Grifoni